# Nectandra longifolia
Nectandra longifolia là loài thực vật có hoa trong họ Nguyệt quế. Loài này được (Ruiz & Pav.) Nees miêu tả khoa học đầu tiên năm 1848.